# Višnjica (Czarnogóra)
Višnjica (cyr. Вишњица) – wieś w Czarnogórze, w gminie Pljevlja. W 2011 roku liczyła 34 mieszkańców.